# Walther Wünnenberg
Walther Wünnenberg (* 1818 in Coesfeld, Provinz Westfalen; † um 1900) war ein deutscher Landschaftsmaler.

## Leben

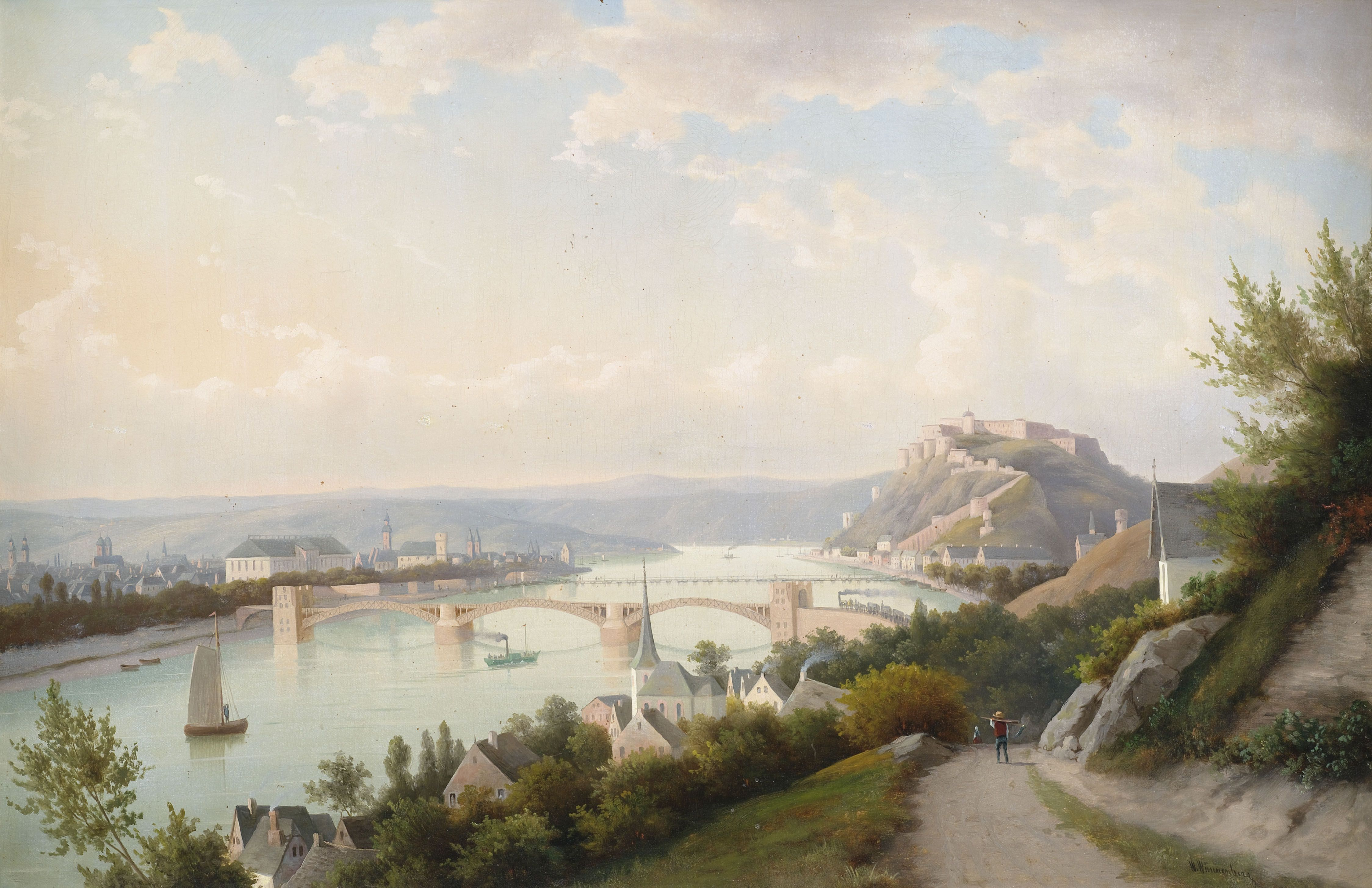
Blick von der Pfaffendorfer Höhe auf Koblenz, Ende der 1860er Jahre, in der Bildmitte die Pfaffendorfer Brücke

Wünnenberg war erst Kaufmann, dann Eisenbahnbeamter. Als Autodidakt wandte er sich Ende der 1850er Jahre der Landschaftsmalerei zu. Sein Sohn Carl Wünnenberg wurde Genremaler und Lehrer an der Kunstakademie Kassel.